# Hastière-Lavaux

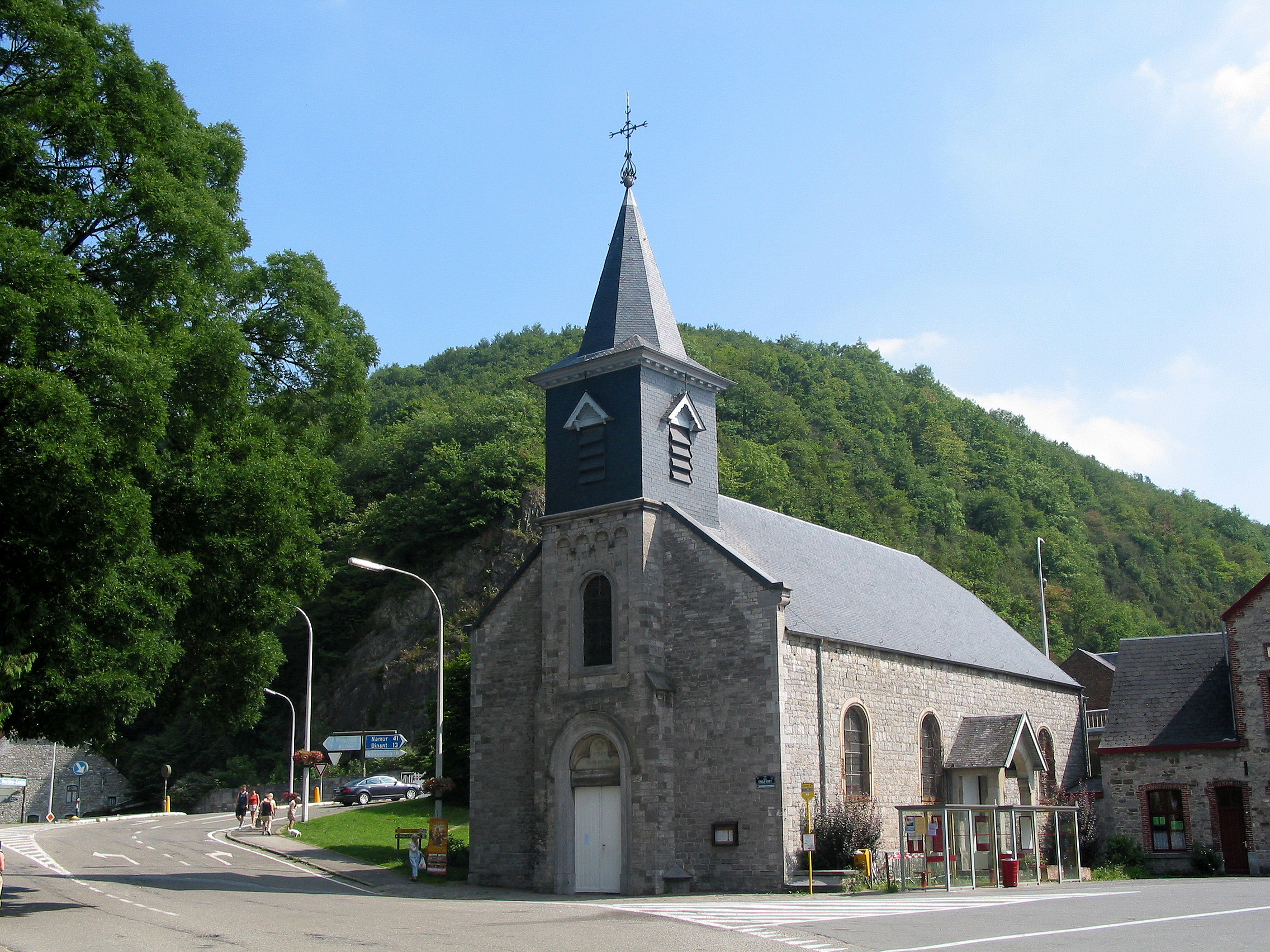
Sankt-Nicolas-Kirche

Hastière-Lavaux (wallonisch Li Vå-dlé-Astire) ist ein zur belgischen Gemeinde Hastière gehörendes Dorf in der Provinz Namur in der wallonischen Region.
Südlich von Hastière-Lavaux fließt die Maas, an deren linkem Ufer das Dorf liegt, die hier von der Brücke Hastière-Lavaux überspannt wird. Die Gemarkung umfasst eine Fläche von 10,68 km².
Hastière-Lavaux war eine selbständige Gemeinde und kam im Zuge einer Kommunalreform im Jahr 1977 zur Gemeinde Hastière. Im Dorf befindet sich die Sankt-Nicolas-Kirche.

## Persönlichkeiten
Der niederländische Maler und Bildhauer Hans Bayens (1924–2003) wurde in Hastière-Lavaux geboren.